# Дворнич, Дионизие
Дионизие Дворнич (сербохорв. Dionizije Dvornić; 27 апреля 1926, Поповац, Осиецко-Бараньская жупания — 30 октября 1992, Веве) — югославский футболист, игравший на позиции нападающего, в частности за клуб «Динамо» (Загреб), а также национальную сборную Югославии.

## Клубная карьера
Во взрослом футболе дебютировал в 1947 году выступлениями за клуб «Осиек», в котором провёл два сезона.
Своей игрой привлёк внимание представителей тренерского штаба клуба «Динамо» (Загреб), к составу которого присоединился в 1949 году. Сыграл за «динамовцев» следующие шесть сезонов своей игровой карьеры. В составе загребского «Динамо» был одним из главных бомбардиров команды, имея среднюю результативность на уровне 0,4 гола за игру национального первенства. В 1955 году перешёл в клуб «Загреб», за который выступал на протяжении четырёх сезонов.
В 1959 году переехал в Швейцарию, где сначала два года играл за клуб высшего дивизиона «Лозанна», а затем завершал карьеру в клубе «Веве», игравшем во втором, а затем и третьем швейцарских дивизионах.
Завершил карьеру в 1965 году. Остался в Швейцарии, где и умер на 67-м году жизни.

## Выступления за сборную
В 1953 году дебютировал в официальных матчах в составе национальной сборной Югославии. В течение карьеры в национальной команде, которая длилась 2 года, провёл в форме главной команды страны 6 матчей, забив 1 гол.
В составе сборной был участником чемпионата мира 1954 года в Швейцарии, где выходил на поле в одной игре группового этапа, в которой его команда сыграла вничью 1:1 со сборной Бразилии.